# نحاسية (فصيلة فراشات)
الفصيلة النحاسية أو هرضيات أو أبو دقيقات النحاسية أو الليكنيدية أو الفراشات الزرقاء أو فصيلة ليكانيدي (الاسم العلمي: Lycaenidae)، هي ثاني أكبر فصيلة فصيلة للفراشات ، بوجود حوالي 6000 نوع تابع لها.

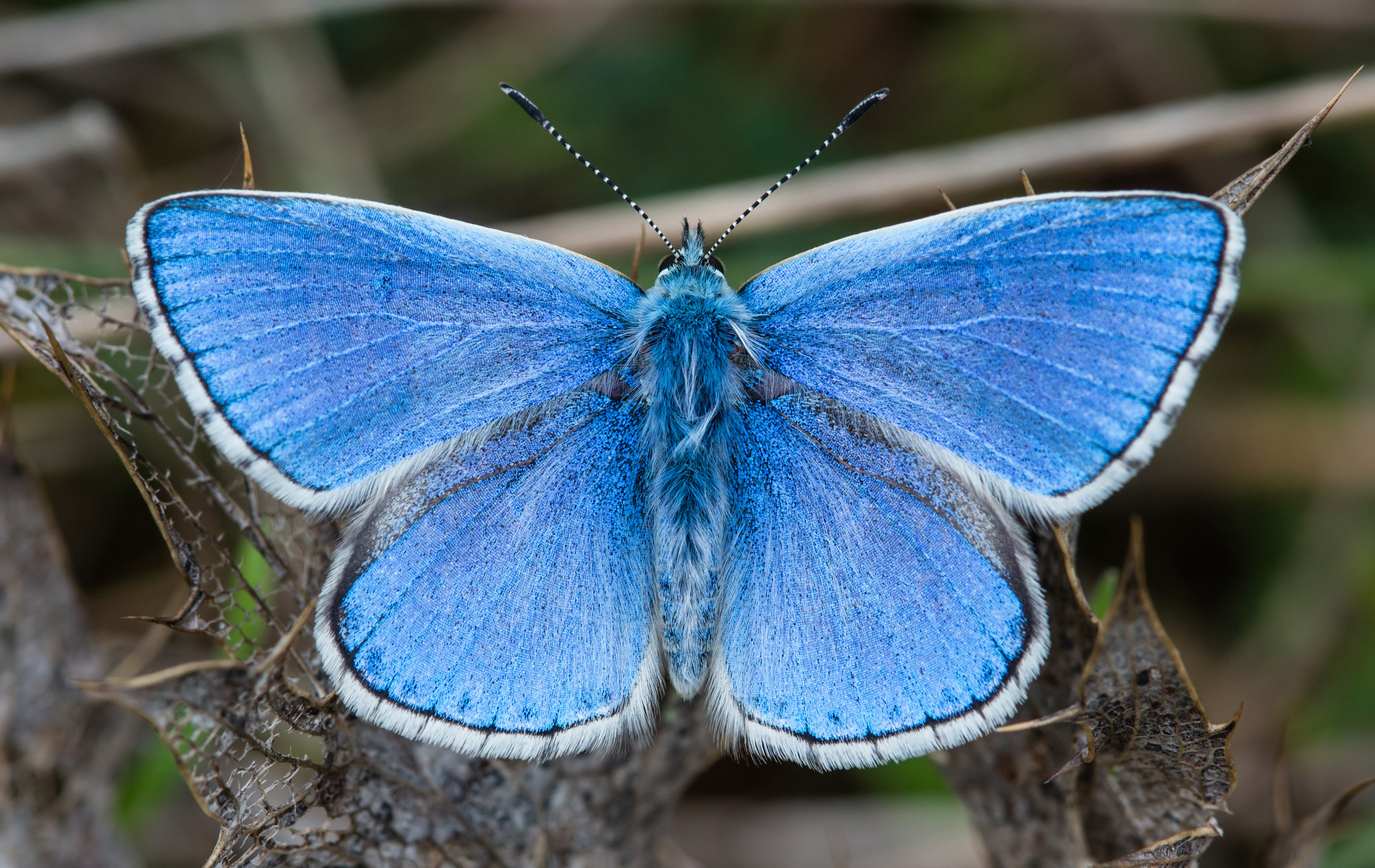
ذكر فراش أزرق اللون وأحد انواع الفصيلة النحاسية